# 범어사 비로전
부산 범어사 비로전(釜山 梵魚寺 毘盧殿)은 부산광역시 금정구 범어사에 있는 비로전이다. 2015년 7월 15일 부산광역시의 유형문화재 제155호로 지정되었다.

## 개요
범어사 비로전은 정면 3칸, 측면 3칸 규모의 맞배지붕 부불전(副佛殿)으로, 처마는 전면만 부연(附椽)을 둔 겹처마이고, 배면은 홑처마로 되어 있다.
2014년 시행된 비로전 해체수리 때 종도리 밑면에서 발견된 「동래도호부북령금정산범어사비로전상량문(東萊都護府北嶺金井山梵魚寺毘盧殿上樑文)」이란 제목의 묵서(墨書)한 상량문을 통해 1684년(康熙 24)에 중창(重創)된 건물이라는 건축 연혁을 분명하게 알 수 있게 됨으로써 그동안 간접사료에 기록된 범어사 비로전의 건립연대를 확인했을 뿐 아니라, 부산 지역에 현존하는 가장 오래된 건물 중의 하나임이 입증되었다.
범어사 비로전의 고졸(古拙)한 익공식 공포(翼工式 栱包)는 조선 중기에 유행했던 2익공식 공포의 선구적인 모습을 갖추고 있어 조선 중기 이후 널리 사용되기 시작한 익공식 공포의 발달과 변천과정을 이해하는데 귀중한 자료로 평가된다는 점에서 건축사적, 문화재적으로 가치가 있는 건물이다.
범어사 비로전은 1684년 중창 때 작성된 상량문이 남아 있고, 주요 구조 부재들도 대부분 중창 당시인 17세기 말(1684년)의 부재를 유지하고 있으며, 임진왜란 이후 부산 지역 목조 건축의 전형으로 자리 잡았던 익공식 맞배집의 우수한 사례로 익공식 공포의 변천 과정을 이해하는데 귀중한 건축 문화재이다

## 참고 자료
- 부산 범어사 비로전 - 국가유산청 국가유산포털